# الألعاب الأولمبية الشتوية
دورة الألعاب الأولمبية الشتوية حدث رياضي دولي كبير يعقد مرة واحدة كل أربع سنوات، للرياضات التي تمارس على الثلج والجليد. عقدت أول دورة للألعاب الأولمبية الشتوية، دورة عام 1924، في شاموني في فرنسا. أُستلهمت الألعاب الأولمبية من الألعاب الأولمبية القديمة، التي عقدت في أولمبيا، اليونان، من القرن الثامن قبل الميلاد إلى القرن الرابع الميلادي. أسس البارون بيير دي كوبرتين اللجنة الأولمبية الدولية في عام 1894، مما أدى إلى أولى الألعاب الحديثة في أثينا في عام 1896. اللجنة الأولمبية الدولية هي الهيئة الحاكمة للحركة الأولمبية، مع الميثاق الأولمبي الذي يحدد هيكلها وسلطتها. وكانت الرياضات الخمسة الأصلية (مقسمة إلى تسعة تخصصات) وهي الزلاجة الجماعية والكيرلنغ وهوكي الجليد والتزلج الشمالي (تتكون من تخصصات الدوريات العسكرية والتزلج عبر البلاد والتزلج النوردي المزدوج وتزلج القفز) والتزلج على الجليد (تتكون من التزلج السريع والتزلج الفني على الجليد). تم إقامة الألعاب الأولمبية الشتوية كل أربع سنوات من 1924 إلى 1936، توقفت في 1940 و1944 بسبب الحرب العالمية الثانية، واستؤنفت في عام 1948. حتى عام 1992 عقدت دورات الألعاب الأولمبية الشتوية والألعاب الأولمبية الصيفية في نفس السنوات، ولكن وفقا للقرار الذي اتخذته اللجنة الأولمبية الدولية عام 1986 بوضع الألعاب الصيفية والشتوية في دورات منفصلة مدتها أربع سنوات بالتناوب مع سنوات متساوية، كانت دورة الألعاب الأولمبية الشتوية التالية بعد عام 1992 في عام 1994.
تطورت الألعاب الأولمبية الشتوية منذ ابتكارها. أضيفت رياضات ومسابقات، ونال بعضها، مثل التزلج الألبي وسباق الزلاجات والتزلج السريع في المسافات القصيرة والتزلج الحر والسكيليتون (سباق الزلاجات بوضع الرأس أولًا) والتزلج على الجليد، اهتمامًا مميزًا في برنامج الألعاب الأولمبية. توقفت ألعاب أخرى مثل الكرلنغ وسباق الزلاجات الجماعي وأُعيد تقديمها؛ وتوقف البعض الآخر بصورة دائمة مثل المواكب العسكرية، رغم أن مسابقة البياثلون تنحدر منها. البعض الآخر مثل الباندي والسكيجورنغ كانت رياضات ترويجية لكنها لم تُدمج أبدًا في الألعاب الأولمبية. عزز صعود التلفاز كوسيط عالمي للتواصل صورة الألعاب. ولد التلفاز دخلًا من خلال بيع حقوق البث والإعلانات، والتي أصبحت مربحةً للجنة الأولمبية الدولية. سمح ذلك بالمصالح الخارجية، مثل شركات التلفاز والداعمين المشاركين، لممارسة التأثير. كان على اللجنة الأولمبية معالجة انتقادات ضخمة على مر السنوات مثل الفضائح الداخلية، واستخدام المنشطات المعززة للأداء من قبل اللاعبين الأولمبيين والمقاطعة السياسية للألعاب الأولمبية. استخدمت الدول الألعاب الأولمبية الشتوية والألعاب الأولمبية الشتوية لنشر تفوق أنظمتها السياسية.
استضيفت الألعاب الأولمبية الشتوية في ثلاث قارات من قبل إثني عشر دولة مختلفة. عُقدت الألعاب الأولمبية أربع مرات في الولايات المتحدة (1932 و1960 و1980 و2002) وثلاث مرات في فرنسا (1924 و1968 و1992) ومرتين في النمسا (1964 و1976) وكندا (1988 و2010) واليابان (1972 و1998) وإيطاليا (1956 و2006) والنرويج (1952 و1994) وسويسرا (1928 و1948). أيضًا، عُقدت الألعاب الأولمبية الشتوية مرة واحدة فقط في كل من ألمانيا (1936) ويوغوسلافيا (1984) وروسيا (2014) وكوريا الجنوبية (2018). اختارت اللجنة الأولمبية الدولية بكين في الصين، لاستضافة الألعاب الأولمبية الشتوية 2022 والمدينتين الإيطاليتين ميلانو وكورتينا دامبيزو لاستضافة الألعاب الأولمبية الشتوية 2026. اعتبارًا من عام 2018، لم تتقدم أي مدينة في نصف الكرة الجنوبي بطلب استضافة الألعاب الأولمبية الشتوية التي تعتمد على الطقس البارد، والتي تقام في فبراير في ذروة الصيف في نصف الكرة الجنوبي.
حتى الآن، شاركت اثنتا عشرة دولة في كل دورة ألعاب أولمبية شتوية؛ النمسا وكندا وفنلندا وفرنسا وبريطانيا العظمى والمجر وإيطاليا والنرويج وبولندا والسويد وسويسرا والولايات المتحدة. فازت ستة من هذه البلدان بميداليات في كل دورة من الألعاب الأولمبية الشتوية؛ النمسا وكندا وفنلندا والنرويج والسويد والولايات المتحدة. تُعد الولايات المتحدة الدولة الوحيدة التي فازت بميدالية ذهبية في كل دورة ألعاب أولمبية شتوية. تتصدر النرويج جدول الميداليات للألعاب الأولمبية الشتوية. عند تضمين الدول المتفككة، تتقدم ألمانيا (بما في ذلك الدول السابقة ألمانيا الغربية وألمانيا الشرقية)، تليها النرويج وروسيا (بما في ذلك الاتحاد السوفياتي السابق).

## خلفية تاريخية

### القرن العشرين

#### 1900 إلى 1912
نُظمت ألعاب الشمال، وهي سابقة للألعاب الأولمبية الشتوية، من قبل الجنرال فيكتور غوستاف بالك في ستوكهولم بالسويد، عام 1901 وأُقيمت مرة أخرى في 1903 و 1905 ثم كل أربع سنوات بعد ذلك حتى عام 1926. كان بالك عضوًا في ميثاق اللجنة الأولمبية وصديقًا مقربًا لمؤسس الألعاب الأولمبية بيير دي كوبرتان. حاول إضافة الرياضات الشتوية، على وجه التحديد التزلج على الجليد، إلى البرنامج الأولمبي لكنه فشل حتى الألعاب الأولمبية الصيفية لعام 1908 في لندن، المملكة المتحدة. جرى التنافس على أربع مسابقات للتزلج على الجليد، فاز فيها أولريش سالشو (بطل العالم 10 مرات) ومادج سيرز بالألقاب الفردية.
بعد ثلاث سنوات، اقترح الكونت الإيطالي أوجينيو برونيتا داسو أن تبدأ اللجنة الأولمبية الدولية أسبوعًا من الرياضات الشتوية المدرجة كجزء من الألعاب الأولمبية الصيفية لعام 1912 في ستوكهولم، السويد. عارض المنظمون هذه الفكرة لأنهم كانوا يرغبون في حماية نزاهة ألعاب الشمال وكانوا قلقين من عدم وجود مرافق للرياضات الشتوية.

#### الحرب العالمية الأولى
بُعثت الفكرة لألعاب 1916، التي كانت ستعقد في برلين، ألمانيا. خُطط لأسبوع رياضي شتوي بوجود التزلج السريع والتزلج على الجليد والهوكي على الجليد والتزلج الاسكندنافي، ولكن أولمبياد 1916 ألغيت بعد اندلاع الحرب العالمية الأولى.
عقدت الألعاب الأولمبية الصيفية الأولى بعد الحرب، دورة الألعاب الأولمبية الصيفية لعام 1920، في أنتويرب، بلجيكا، وجرت فيها التزلج على الجليد وبطولة هوكي الجليد. مُنعت ألمانيا والنمسا والمجر وبلغاريا وتركيا من التنافس في الألعاب. في مؤتمر اللجنة الأولمبية الدولية الذي عقد في العام التالي، تقرر أن الدولة المضيفة للألعاب الأولمبية الصيفية لعام 1924، فرنسا، ستستضيف أسبوع الرياضات الشتوية الدولي المنفصل تحت رعاية اللجنة الأولمبية الدولية. اختيرت شامونيكس لاستضافة أحداث هذا الأسبوع (لمدة 11 يومًا).
أثبتت مباريات عام 1924 في شاموني نجاحها عندما تنافس أكثر من 250 رياضيًا من 16 دولة في 16 حدث. فاز رياضيون من فنلندا والنرويج بثمانية وعشرين ميدالية، أكثر من بقية الدول المشاركة مجتمعة. وفاز تشارلز غيوترو من الولايات المتحدة بالميدالية الذهبية الأولى في سباق السرعة 500 متر. تنافست سونيا هيني من النرويج، البالغة من العمر 11 عامًا فقط، في التزلج الفني للسيدات، ورغم من إنهائها السباق في المركز الأخير، أصبحت مشهورة بين المشجعين. دافع السويدي غيليس غرافستروم عن ميداليته الذهبية لعام 1920 في التزلج على الجليد للرجال، ليصبح أول لاعب أولمبي يفوز بميداليات ذهبية في كل من الألعاب الأولمبية الصيفية والشتوية. بقيت ألمانيا محظورة حتى عام 1925، وبدلًا من ذلك استضافت سلسلة من الألعاب تسمى ألعاب القتال الألمانية، بدءًا من الإصدار الشتوي لعام 1922 (الذي سبق الألعاب الأولمبية الشتوية الأولى). في عام 1925، قررت اللجنة الأولمبية الدولية إنشاء حدث شتوي منفصل واختيرت ألعاب 1924 في شاموني كأولمبياد شتوي أول.
اختيرت سانت موريتز في سويسرا، من قبل اللجنة الأولمبية الدولية لاستضافة دورة الألعاب الشتوية الثانية عام 1928. تحدى الجو المتقلب الجوية المضيفين. أقيمت مراسم الافتتاح في عاصفة ثلجية في حين عانت الاحداث الرياضية من الظروف الجوية الدافئة طوال بقية الألعاب. بسبب الطقس، ألغي حدث التزلج السريع البالغ 10 آلاف متر رسميًا. لم يكن الطقس هو الجانب الوحيد الجدير بالملاحظة في ألعاب 1928؛ عادت سونيا هيني من النرويج إلى دورة الألعاب الأولمبية الشتوية لتصنع التاريخ عندما فازت في التزلج على الجليد للسيدات في سن الخامسة عشرة. أصبحت أصغر بطلة أولمبية في التاريخ، وهو تمييز بقي لمدة 70 عامًا، واستمرت في الدفاع عن لقبها في الأولمبياد الشتوية اللاحقة. فاز غيليس غرافستروم بذهبيته الثالثة في التزلج على الجليد، وفاز بالفضية عام 1932،  ليصبح المتزلج الأكثر حملًا للألقاب حتى الآن.
كانت دورة الألعاب الأولمبية الشتوية التالية، التي عقدت في ليك بلاسيد بنيويورك، الولايات المتحدة الأولى التي تُستضاف خارج أوروبا. شاركت سبع عشرة دولة و 252 رياضيًا. كانت هذه المشاركة أقل مما كانت عليه عام 1928، لأن الرحلة إلى ليك بلاسيد كانت طويلة ومكلفة جدًا بالنسبة لبعض الدول الأوروبية التي واجهت مشاكل مالية في خضم الكساد العظيم. تنافس الرياضيون في أربعة عشر حدثًا في أربع رياضات. عمليًا لم يسقط ثلج لمدة شهرين قبل الألعاب، ولم يكن هناك ما يكفي من الثلج لعقد جميع الأحداث حتى منتصف يناير. دافعت سونيا هيني عن لقبها الأولمبي، وفاز إدي إيغان من الولايات المتحدة، الذي كان بطلًا أولمبيًا في الملاكمة عام 1920، بالميدالية الذهبية في حدث الزلاجة للرجال لينضم إلى غيليس غرافستروم باعتباره الرياضي الوحيد الذي فاز بميداليات ذهبية في كل من دورة الألعاب الأولمبية الصيفية والشتوية. يتميز إيغان بكونه الأولمبي الوحيد حتى عام 2020 يُحقق هذا الإنجاز في ألعاب رياضية مختلفة.

## الدول العشر الأكثر فوزاً
وفقا للبيانات الرسمية الصادرة عن اللجنة الأولمبية الدولية.
| التسلسل. | الدولة                 | الألعاب | ذهبية | فضية | برونزية | المجموع |
| -------- | ---------------------- | ------- | ----- | ---- | ------- | ------- |
| 1        | النرويج (NOR)          | 22      | 118   | 111  | 100     | 329     |
| 2        | الولايات المتحدة (USA) | 22      | 96    | 102  | 84      | 282     |
| 3        | ألمانيا (GER)          | 11      | 78    | 78   | 53      | 209     |
| 4        | الاتحاد السوفيتي (URS) | 9       | 78    | 57   | 59      | 194     |
| 5        | كندا (CAN)             | 22      | 62    | 56   | 52      | 170     |
| 6        | النمسا (AUT)           | 22      | 59    | 78   | 81      | 218     |
| 7        | السويد (SWE)           | 22      | 50    | 40   | 54      | 144     |
| 8        | سويسرا (SUI)           | 22      | 50    | 40   | 48      | 138     |
| 9        | روسيا (RUS)            | 6       | 45    | 32   | 34      | 111     |
| 10       | فنلندا (FIN)           | 22      | 42    | 62   | 57      | 161     |

## قائمة دورات الألعاب الاولمبية الشتوية

خريطة للبلدان التي استضافت البطولة، البلدان التي استضافت البطولة لمرة واحدة فقط مظللة باللون الأخضر، أما البلدان التي استضافت البطولة لأكثر من مرة مظللة باللون الأزرق.

| الدورة | السنة | المستضيف                                                           | أُفتتحت من قبل                                                      | التاريخ                                                            | الدول المشاركة                                                     | المشاركين                                                          | المشاركين                                                          | المشاركين                                                          | الرياضات                                                           | التخصصات                                                           | الأحداث                                                            | الدولة الأكثر فوزاً                                                 | المرجع                                                             |
| الدورة | السنة | المستضيف                                                           | أُفتتحت من قبل                                                      | التاريخ                                                            | الدول المشاركة                                                     | المجموع                                                            | رجال                                                               | نساء                                                               | الرياضات                                                           | التخصصات                                                           | الأحداث                                                            | الدولة الأكثر فوزاً                                                 | المرجع                                                             |
| ------ | ----- | ------------------------------------------------------------------ | ------------------------------------------------------------------ | ------------------------------------------------------------------ | ------------------------------------------------------------------ | ------------------------------------------------------------------ | ------------------------------------------------------------------ | ------------------------------------------------------------------ | ------------------------------------------------------------------ | ------------------------------------------------------------------ | ------------------------------------------------------------------ | ------------------------------------------------------------------ | ------------------------------------------------------------------ |
| 1      | 1924  | شاموني، فرنسا                                                      | وكيل وزارة الخارجية غاستون فيدال                                   | 25 يناير - 5 فبراير                                                | 16                                                                 | 258                                                                | 247                                                                | 11                                                                 | 6                                                                  | 9                                                                  | 16                                                                 | النرويج (NOR)                                                      |                                                                    |
| 2      | 1928  | سان موريتز، سويسرا                                                 | الرئيس إدموند شولثيس                                               | 11 - 19 فبراير                                                     | 25                                                                 | 464                                                                | 438                                                                | 26                                                                 | 4                                                                  | 8                                                                  | 14                                                                 | النرويج (NOR)                                                      |                                                                    |
| 3      | 1932  | لايك بلاسيد، نيويورك، الولايات المتحدة                             | الحاكم فرانكلين روزفلت                                             | 4 - 15 فبراير                                                      | 17                                                                 | 252                                                                | 231                                                                | 21                                                                 | 4                                                                  | 7                                                                  | 14                                                                 | الولايات المتحدة (USA)                                             |                                                                    |
| 4      | 1936  | غارميش-بارتنكيرخن، ألمانيا                                         | المستشار أدولف هتلر                                                | 6 -16 فبراير                                                       | 28                                                                 | 646                                                                | 566                                                                | 80                                                                 | 4                                                                  | 8                                                                  | 17                                                                 | النرويج (NOR)                                                      |                                                                    |
| 1940   | 1940  | منحت لسابورو، اليابان؛ ألغيت بسبب الحرب العالمية الثانية           | منحت لسابورو، اليابان؛ ألغيت بسبب الحرب العالمية الثانية           | منحت لسابورو، اليابان؛ ألغيت بسبب الحرب العالمية الثانية           | منحت لسابورو، اليابان؛ ألغيت بسبب الحرب العالمية الثانية           | منحت لسابورو، اليابان؛ ألغيت بسبب الحرب العالمية الثانية           | منحت لسابورو، اليابان؛ ألغيت بسبب الحرب العالمية الثانية           | منحت لسابورو، اليابان؛ ألغيت بسبب الحرب العالمية الثانية           | منحت لسابورو، اليابان؛ ألغيت بسبب الحرب العالمية الثانية           | منحت لسابورو، اليابان؛ ألغيت بسبب الحرب العالمية الثانية           | منحت لسابورو، اليابان؛ ألغيت بسبب الحرب العالمية الثانية           | منحت لسابورو، اليابان؛ ألغيت بسبب الحرب العالمية الثانية           | منحت لسابورو، اليابان؛ ألغيت بسبب الحرب العالمية الثانية           |
| 1944   | 1944  | منحت لكورتينا دامبيدزو، إيطاليا؛ ألغيت بسبب الحرب العالمية الثانية | منحت لكورتينا دامبيدزو، إيطاليا؛ ألغيت بسبب الحرب العالمية الثانية | منحت لكورتينا دامبيدزو، إيطاليا؛ ألغيت بسبب الحرب العالمية الثانية | منحت لكورتينا دامبيدزو، إيطاليا؛ ألغيت بسبب الحرب العالمية الثانية | منحت لكورتينا دامبيدزو، إيطاليا؛ ألغيت بسبب الحرب العالمية الثانية | منحت لكورتينا دامبيدزو، إيطاليا؛ ألغيت بسبب الحرب العالمية الثانية | منحت لكورتينا دامبيدزو، إيطاليا؛ ألغيت بسبب الحرب العالمية الثانية | منحت لكورتينا دامبيدزو، إيطاليا؛ ألغيت بسبب الحرب العالمية الثانية | منحت لكورتينا دامبيدزو، إيطاليا؛ ألغيت بسبب الحرب العالمية الثانية | منحت لكورتينا دامبيدزو، إيطاليا؛ ألغيت بسبب الحرب العالمية الثانية | منحت لكورتينا دامبيدزو، إيطاليا؛ ألغيت بسبب الحرب العالمية الثانية | منحت لكورتينا دامبيدزو، إيطاليا؛ ألغيت بسبب الحرب العالمية الثانية |
| 5      | 1948  | سان موريتز، سويسرا                                                 | الرئيس إنريكو سيليو                                                | 30 يناير - 8 فبراير                                                | 28                                                                 | 669                                                                | 592                                                                | 77                                                                 | 4                                                                  | 9                                                                  | 22                                                                 | النرويج (NOR) · السويد (SWE)                                       |                                                                    |
| 6      | 1952  | أوسلو، النرويج                                                     | الأميرة راغنهيلد                                                   | 14 - 25 فبراير                                                     | 30                                                                 | 694                                                                | 585                                                                | 109                                                                | 4                                                                  | 8                                                                  | 22                                                                 | النرويج (NOR)                                                      |                                                                    |
| 7      | 1956  | كورتينا دامبيدزو، إيطاليا                                          | الرئيس جيوفاني غرونكي                                              | 26 يناير - 5 فبراير                                                | 32                                                                 | 821                                                                | 687                                                                | 134                                                                | 4                                                                  | 8                                                                  | 24                                                                 | الاتحاد السوفيتي                                                   |                                                                    |
| 8      | 1960  | سكاو فالي، الولايات المتحدة                                        | نائب الرئيس ريتشارد نيكسون                                         | 18-28 فبراير                                                       | 30                                                                 | 665                                                                | 521                                                                | 144                                                                | 4                                                                  | 8                                                                  | 27                                                                 | الاتحاد السوفيتي                                                   |                                                                    |
| 9      | 1964  | إنسبروك، النمسا                                                    | الرئيس أدولف شيرف                                                  | 29 يناير-9 فبراير                                                  | 36                                                                 | 1091                                                               | 892                                                                | 199                                                                | 6                                                                  | 10                                                                 | 34                                                                 | الاتحاد السوفيتي                                                   |                                                                    |
| 10     | 1968  | غرونوبل، فرنسا                                                     | الرئيس شارل ديغول                                                  | 6-18 فبراير                                                        | 37                                                                 | 1158                                                               | 947                                                                | 211                                                                | 6                                                                  | 10                                                                 | 35                                                                 | النرويج (NOR)                                                      |                                                                    |
| 11     | 1972  | سابورو، اليابان                                                    | الإمبراطور هيروهيتو                                                | 3-13 فبراير                                                        | 35                                                                 | 1006                                                               | 801                                                                | 205                                                                | 6                                                                  | 10                                                                 | 35                                                                 | الاتحاد السوفيتي                                                   |                                                                    |
| 12     | 1976  | إنسبروك، النمسا                                                    | الرئيس رودولف كيرش شليغر                                           | 4-15 فبراير                                                        | 37                                                                 | 1123                                                               | 892                                                                | 231                                                                | 6                                                                  | 10                                                                 | 37                                                                 | الاتحاد السوفيتي                                                   |                                                                    |
| 13     | 1980  | لايك بلاسيد، الولايات المتحدة                                      | نائب الرئيس والتر مونديل                                           | 13-24 فبراير                                                       | 37                                                                 | 1072                                                               | 840                                                                | 232                                                                | 6                                                                  | 10                                                                 | 38                                                                 | الاتحاد السوفيتي                                                   |                                                                    |
| 14     | 1984  | سراييفو، يوغوسلافيا                                                | الرئيس ميكا شبيلياك                                                | 8-19 فبراير                                                        | 49                                                                 | 1272                                                               | 998                                                                | 274                                                                | 6                                                                  | 10                                                                 | 39                                                                 | ألمانيا الشرقية (GDR)                                              |                                                                    |
| 15     | 1988  | كالغاري، كندا                                                      | الحاكم العام جان سوفي                                              | 13-28 فبراير                                                       | 57                                                                 | 1423                                                               | 1122                                                               | 301                                                                | 6                                                                  | 10                                                                 | 46                                                                 | الاتحاد السوفيتي                                                   |                                                                    |
| 16     | 1992  | ألبيرفيل، فرنسا                                                    | الرئيس فرانسوا ميتران                                              | 8-23 فبراير                                                        | 64                                                                 | 1801                                                               | 1313                                                               | 488                                                                | 6                                                                  | 12                                                                 | 57                                                                 | ألمانيا (GER)                                                      |                                                                    |
| 17     | 1994  | ليلهامر، النرويج                                                   | الملك هارالد الخامس                                                | 12-27 فبراير                                                       | 67                                                                 | 1737                                                               | 1215                                                               | 522                                                                | 6                                                                  | 12                                                                 | 61                                                                 | روسيا (RUS)                                                        |                                                                    |
| 18     | 1998  | ناغانو، اليابان                                                    | الإمبراطور أكيهيتو                                                 | 7-22 فبراير                                                        | 72                                                                 | 2176                                                               | 1389                                                               | 787                                                                | 7                                                                  | 14                                                                 | 68                                                                 | ألمانيا (GER)                                                      |                                                                    |
| 19     | 2002  | سولت ليك، الولايات المتحدة                                         | الرئيس جورج بوش                                                    | 8-24 فبراير                                                        | 78                                                                 | 2399                                                               | 1513                                                               | 886                                                                | 7                                                                  | 15                                                                 | 78                                                                 | النرويج (NOR)                                                      |                                                                    |
| 20     | 2006  | تورينو، إيطاليا                                                    | الرئيس كارلو أزيليو شيامبي                                         | 10-26 فبراير                                                       | 80                                                                 | 2508                                                               | 1548                                                               | 960                                                                | 7                                                                  | 15                                                                 | 84                                                                 | ألمانيا (GER)                                                      |                                                                    |
| 21     | 2010  | فانكوفر، كندا                                                      | الحاكم العام ميكائيل جان                                           | 12-28 فبراير                                                       | 82                                                                 | 2566                                                               | 1522                                                               | 1044                                                               | 7                                                                  | 15                                                                 | 86                                                                 | كندا (CAN)                                                         |                                                                    |
| 22     | 2014  | سوتشي، روسيا                                                       | الرئيس فلاديمير بوتين                                              | 7-23 فبراير                                                        | 88                                                                 | 2873                                                               | 1714                                                               | 1159                                                               | 7                                                                  | 15                                                                 | 98                                                                 | روسيا (RUS)                                                        |                                                                    |
| 23     | 2018  | بيونج تشانج، كوريا الجنوبية                                        | الرئيس مون جاي إن                                                  | 9-25 فبراير                                                        |                                                                    | الحدث جاري                                                         | الحدث جاري                                                         | الحدث جاري                                                         | 7                                                                  | 15                                                                 | 102                                                                |                                                                    |                                                                    |
| 24     | 2022  | بكين، الصين                                                        |                                                                    | 4 - 20 فبراير                                                      | حدث مستقبلي                                                        | حدث مستقبلي                                                        | حدث مستقبلي                                                        | حدث مستقبلي                                                        | حدث مستقبلي                                                        | حدث مستقبلي                                                        | حدث مستقبلي                                                        |                                                                    |                                                                    |

## الألعاب الرياضية
عرفت مسيرة الألعاب الأولمبية الشتوية تغيراً مستمراً في عدد الألعاب بين دورة وأخرى. حيث أضيفت ألعاب جديدة أو حلت محل ألعاب أخرى وغالباً ما سبق ذلك إضافة هذه الألعاب كمسابقات تجربية في دورات سابقة لا يتنافس فيها على الميداليات.

### ألعاب حالية
- التزلج على المنحدرات الجليدية[23] (Alpine Skiing)
- بياثلون (Biathlon)
- الزلاجة الجماعية (Bobsleigh)
- التزلج الريفي[24] (Cross-Country Skiing)
- الكيرلنج (Curling)
- التزلج الفني على الجليد (Figure Skating)[25]
- التزلج الحر (Freestyle Skiing)
- هوكي الجليد (Ice hockey)
- الزحافات الثلجية[26] (Luge)
- التزلج النوردي المزدوج[27] (Nordic Combined)
- التزلج السريع على مضمار قصير[28] (Short Track)
- الزلاجات الصدرية (Skeleton)
- القفز التزلجي[29] (Ski Jumping)
- التزلج على الثلوج[30] (Snowboard)
- التزلج السريع [31](Speed Skating)

### ألعاب ألغيت
- الدورية العسكرية

### ألعاب تجريبية
- باندي (Bandy)
- Ice stock sport
- التزحلف السحبي (Skijöring)
- Sled-dog racing
- أحذية الثلج (Snowshoeing)
- التزلج السريع على الثلج (Speed skiing)
- التزلج الإيقاعي على الجليد (Synchronized skating)
- الخماسي الشتوي (Winter pentathlon)